# Baliana
Baliana (łac. Dioecesis Balianensis) – stolica historycznej diecezji w Cesarstwie Rzymskim (prowincja Mauretania Caesariensis), współcześnie w Algierii. Wzmiankowana w IV wieku. Od 1933 katolickie biskupstwo tytularne. 

## Biskupi tytularni
| Lp. | Biskup                               | Funkcja                                                           | Od                  | Do                |
| --- | ------------------------------------ | ----------------------------------------------------------------- | ------------------- | ----------------- |
| 1   | Georges Six CICM                     | wikariusz apostolski Leopoldville (Demokratyczna Republika Konga) | 26 lutego 1934      | 24 listopada 1952 |
| 2   | Martin Fulgencio Elorza Legaristi CP | prałat terytorialny Moyobamba (Peru)                              | 3 października 1953 | 30 grudnia 1966   |
| 3   | Juan Eliseo Mojica Oliveros          | biskup pomocniczy Tunji (Kolumbia)                                | 20 lutego 1967      | 4 czerwca 1970    |
| 4   | Josip Sálac                          | biskup pomocniczy Zagrzebia (Jugosławia)                          | 16 czerwca 1970     | 19 grudnia 1975   |
| 5   | Ferdinand Maemba                     | biskup pomocniczy Lolo (Demokratyczna Republika Konga)            | 17 marca 1983       | 28 sierpnia 1987  |
| 6   | Carlos Prada Sanmiguel               | biskup pomocniczy Medellín (Kolumbia)                             | 20 stycznia 1988    | 21 czerwca 1994   |
| 7   | José Gonzalez Alonso                 | biskup pomocniczy Teresiny (Brazylia)                             | 7 grudnia 1994      | 20 stycznia 2001  |
| 8   | Andrés Arteaga                       | biskup pomocniczy Santiago de Chile (Chile)                       | 10 lipca 2001       |                   |